# Los cuatro filósofos
Los cuatro filósofos o Autorretrato con el hermano del artista, Justus Lipsius y Johannes Wouverius es un cuadro del pintor flamenco Pedro Pablo Rubens. Fue ejecutado hacia el año 1611. Se trata de una pintura al óleo sobre madera, que mide 1,64 metros de alto y 1,39 m de ancho. Actualmente se conserva en la Galería Palatina del Palacio Pitti de Florencia (Italia).
Rubens quiere representar el círculo humanista en el que se educaron tanto él como su hermano Philipp, fallecido en 1611.
De izquierda a derecha, el pintor se ha representado, en primer lugar, a sí mismo, después a su hermano Philipp (bibliotecario en Roma) con la pluma en la mano, al erudito humanista Justo Lipsio y a su alumno Jan van der Wouwere (Johannes Wouverius o Johannes van de Wouwere). No hay comunicación entre ellos. Es como un traslado de una Sacra conversazione al ámbito civil.
En un nicho, una escultura con el busto de Séneca y, delante, un jarrón con tulipanes, simbolizando la veneración que sentían por la filosofía estoica de Séneca, una aceptación impasible por el sentimiento trágico de la vida. De los tulipanes, dos están abiertos y dos cerrados, significando que en el momento en que se pintó la obra, dos de los allí representados (Philipp y Lipsio) estaban ya muertos. Al fondo, detrás de un cortinón rojo, puede verse un paisaje con el Monte Palatino.